# 大東市立図書館
大東市立図書館（だいとうしりつ としょかん）は、大阪府大東市にある公立の図書館。
大東市内に3つの図書館と、移動図書館の自動車図書館「やまなみ号」で構成される。
2020年（令和3年）「だいとう電子図書館」を導入。

## 利用方法
貸出利用券は、大東市内に在住、在学、在勤している人、及び北河内6市（守口市、枚方市、寝屋川市、四條畷市、門真市、交野市）のいずれかの市に在住、在学、在勤している人、もしくは大阪市、東大阪市に在住している人であれば作成できる。
貸出冊数の上限は10冊（3館合計）で、2週間借りることが出来る。各館には、ITコーナー（中央図書館・東部図書館）・AVコーナー（西部図書館・東部図書館）・Wi-Fiコーナー（西部図書館）・参考図書コーナー（中央図書館）・学習コーナー（西部図書館・東部図書館）があり、貸出利用券があれば利用できる。

## 中央図書館
総合文化センター（サーティホール）の1階にある。蔵書数は令和3年度で156,525冊。他に文化ホール、公民館、歴史民俗資料館が併設されている。自動車図書館の「やまなみ号」は中央図書館が保有している。

### 開館時間・休館日
- 開館時間 9:30～20:00
- 祝日 9:30～17:00
- 休館日　第1・第2・第3月曜日（祝日の場合は翌日休館）、年末年始、資料整理期間

## 西部図書館
来ぶらり南郷2階にある。蔵書数は令和3年度で234,546冊。館内には、自習できる「学習スペース」や、AV資料（DVD）が視聴できる「AVブース」がある。

### 開館時間・休館日
- 開館時間 9:30～20:00
- 祝日 9:30～17:00
- 休館日　第1・第2・第3水曜日（祝日の場合は翌日休館）、年末年始、資料整理期間

## 東部図書館
来ぶらり四条1・2階にある。蔵書数は令和3年度で147,489冊。

### 開館時間・休館日
- 開館時間 9:30～20:00
- 祝日 9:30～17:00
- 休館日　第1・第2・第3火曜日（祝日の場合は翌日休館）、年末年始、資料整理期間

## 移動図書館（自動車図書館「やまなみ号」）
図書館から離れた地域への貸出サービスとして、自動車図書館「やまなみ号」を運行している。巡回サービスステーションは、寺川団地前、三箇小学校、北条小学校、龍間（①あいの里前、②龍間公会堂前）、まなび北新（楠木）、諸福小学校前。

### 稼働回数
- 月12回運行（回数変更月あり）